# Juventina Napoleão

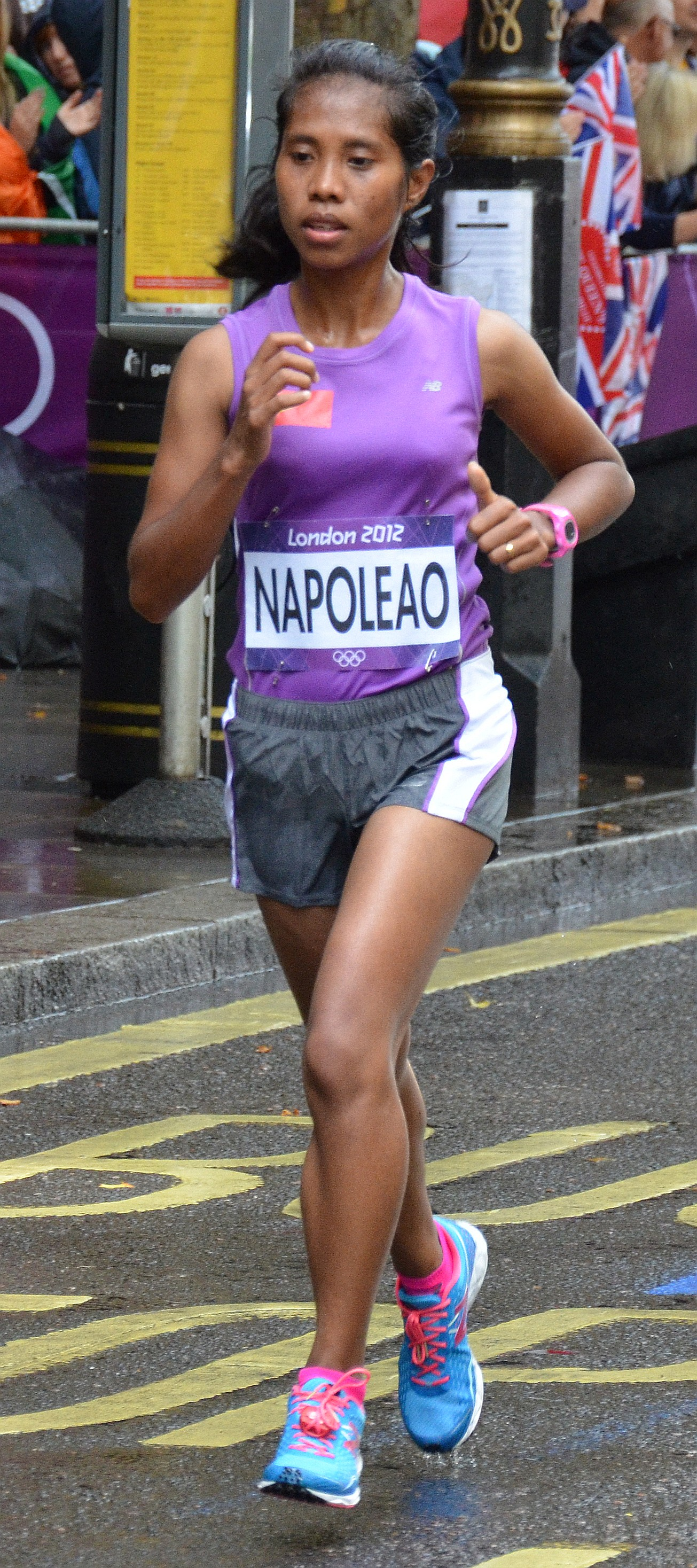
Juventina Napoleão bei der Olympiade in London 2012

Juventina Napoleão (* 22. Dezember 1988 in Assalaino, Suco Bauro, Osttimor) ist eine Marathonläuferin aus Osttimor.

## Hintergrund
Die 1,54 m große Athletin ist Mitglied im Sportclub Association Lautém in Lospalos.
Beim ersten Dili-Marathon 2010 wurde sie bei den Frauen in 3:13:05 h Zweite. Im darauffolgenden Jahr wurde sie Erste mit 3:08:28 h. und 2012 im Halbmarathon ebenfalls Erste in 1:30:51 h.
Bei den Asienspielen 2010 musste Napoleão den Marathon abbrechen, beim Tokio-Marathon 2012 kam Napoleão nach 3:05:15 h ins Ziel.
Bei den Olympischen Spielen 2012 in London kam Napoleão als 106. ins Ziel, als Vorletzte der Läuferinnen, die das Rennen beendet haben. Sie stellte mit 3:05:07 h eine neue persönliche Bestzeit auf.

## Trainer
Napoleãos Trainer war während der Olympischen Spiele der Osttimorese António Dacosta. Für den Dili-Marathon 2013 am 22. Juni trainierte sie der Olympiateilnehmer von 2000 Calisto da Costa.